# Turbacz
Der Turbacz ist mit einer Höhe von 1310 m (nach anderen Angaben beträgt die Höhe 1314 m) der höchste Gipfel des Gorce-Gebirges in den Beskiden in der Woiwodschaft Kleinpolen in Polen. Der von dichten Kiefernwäldern umgebene Berg liegt nordnordöstlich der Stadt Nowy Targ am Rand des Nationalparks Gorce.

## Zugang

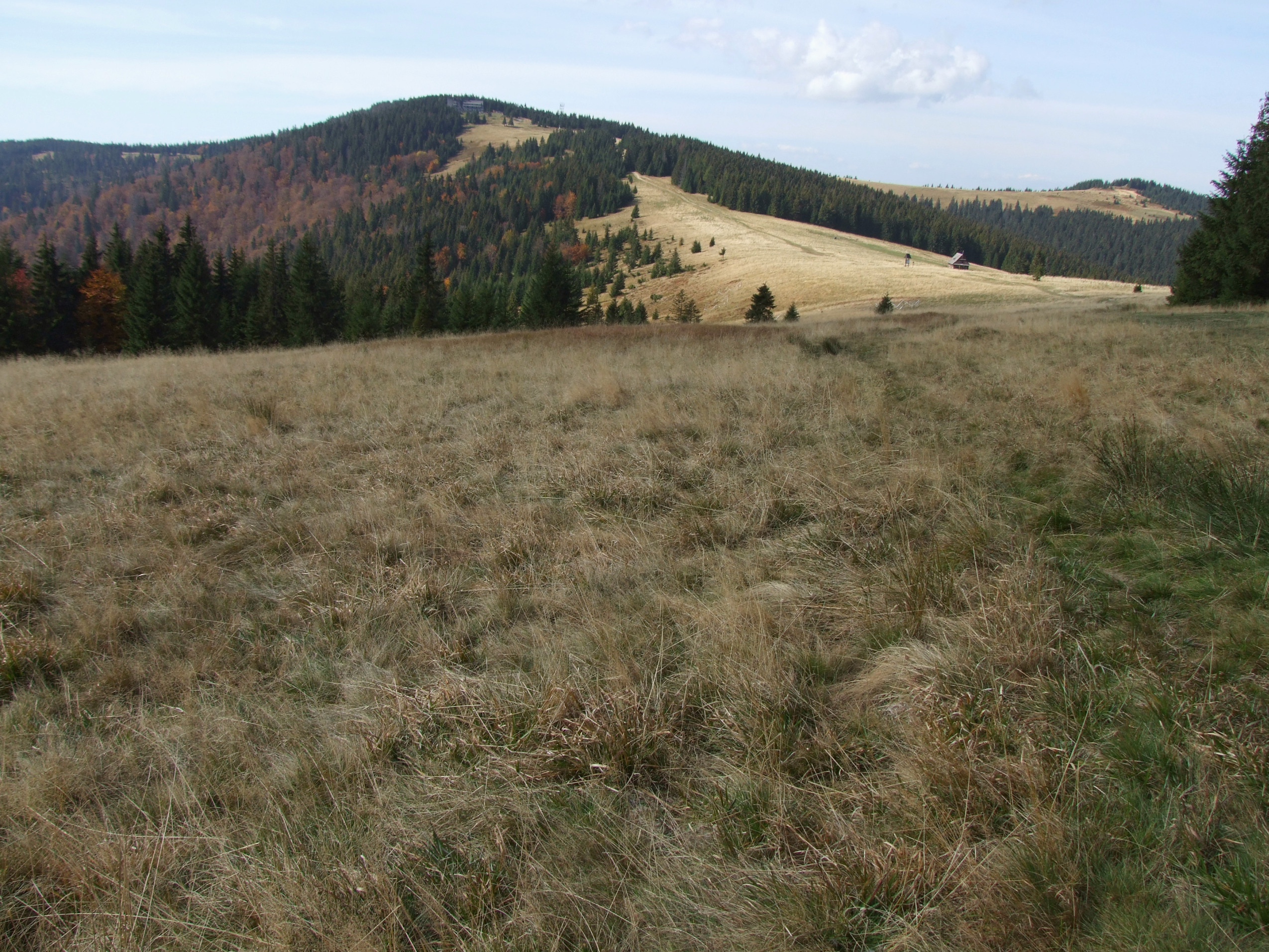
Turbacz und Hala Długa

Auf den Turbacz führen acht markierte Zugangswege, darunter der Beskiden-Hauptwanderweg. Am Berg liegt in einer Höhe von 1283 m ein Schutzhaus des Touristenklubs PTTK mit 100 Schlafplätzen, von dem aus sich eine gute Aussicht auf die Tatra und die Pieninen bietet.